# Pur:Pur
Pur: Pur  — український інді-поп гурт з міста Харків. Швидко став популярним завдяки легкому, приємному, мелодійному звучанню, а також активному поширенню своїх записів мережею інтернет через різноманітні соціальні мережі. Починався як акустичне тріо з філософією «мінімум засобів — максимум різноманітного звучання», та вже другий альбом відійшов від цієї філософії, ставши полем для експериментів. Гурт брав участь у фестивалях «Мамакабо», «Джаз-Коктебель», «Гоголь-фест», «Усадьба-джаз», «ВДОХ».

## Історія
Гурт засновано у лютому 2008 року, коли Ната Сміріна та Євген Жебко завантажили на Youtube своє перше відео на пісню «Cosmic Girl». Після цього гурт запросили виступити на фестивалі «ВДОХ». Відтоді гурт перетворився на тріо, поповнившись гітаристом Станіславом Кононовим.
За два роки гурт встиг побувати на фестивалях «Мамакабо», «Джаз-Коктебель», «Гоголь-фест», «Усадьба-джаз».
14 лютого 2010 року гурт виклав в інтернет дебютний альбом «Pure». Всі пісні альбому англомовні. У червні 2010 року з'явився альбом «Understandable» з російськомовними піснями та однією україномовною.
20 вересня 2011 року гурт виклав у мережі інтернет свій третій мініальбом — Papercuts, до якого увійшли пісні, записані у розширеному складі гурту. На підтримку альбому було знято кліп на пісню «Stay».
1 січня 2013 року гурт виклав в інтернеті свій новий альбом, який отримав назву «Nevertheless» і складається з 9 пісень англійською мовою. Після початку російського збройного нападу на Україну в 2014 році, гурт Pur: Pur продовжив давати концерти в Росії у 2014 році. У жовтні 2015 року гурт анонсував останній тур по Росії у 16 російських містах.
У 2016 році гурт пройшов до півфіналу національного відбору Пісенного конкурсу «Євробачення 2016».

## Дискографія
- 2010 — Pure
- 2010 — Understandable
- 2011 — Papercuts (EP)
- 2013 — Nevertheless
- 2013 — «Медведь» (сингл)
- 2015 — Просто так (EP)
- 2015 — «We Do change» (сингл)
- 2017 — «Тоска» (сингл)
- 2018 — «Fire» (сингл)
- 2022 — Немає (EP)

## Склад

### Основний склад
- Ната Сміріна — вокал, автор пісень
- Євген Жебко — гітара, автор музики
- Григорій Олійник — барабани та бас-гітара

### Музиканти, які грали у різні роки
- Станіслав Кононов — гітара
- Іван Кондратов — бас-гітара
- Дмитро Зінченко — перкусія, барабани